# Phthinia dallaii
Phthinia dallaii är en tvåvingeart som beskrevs av Zaitzev 2001. Phthinia dallaii ingår i släktet Phthinia och familjen svampmyggor.
Artens utbredningsområde är Italien. Inga underarter finns listade i Catalogue of Life.